# Passionsspelet
Passionsspelet är Jonas Gardells debutroman, publicerad 1985.

## Handling
Johan och Hampus möts och skiljs i kärlek och svek. Deras passionshistoria speglas i det spel om Jesu lidande och död som Hampus far, den pensionerade prästen, skriver och sätter upp. Maria, Jesu och Hampus mor, finns hela tiden i bakgrunden, kärleksfull och förstående inför männens dårskaper och passioner. Passionsspelet är en roman om Gud och Kärleken, om Djävulen som vaknar till liv och om änglarnas besök i Hampus rum.